# Bedrijfsvoering
Bedrijfsvoering is een breed begrip dat op verschillende manieren kan worden gedefinieerd. Er zijn grofweg twee benaderingen van bedrijfsvoering, waarbij het verschil voornamelijk ligt in de focus op primaire processen, oftewel het produceren van goederen en het leveren van diensten voor klanten of burgers (in het geval van de publieke diensten).
Eén definitie omvat alle activiteiten die een bedrijf uitvoert, inclusief sturende en ondersteunende processen, met als doel meerwaarde te creëren voor klanten. Deze benadering beschouwt bedrijfsvoering als een alomvattende term die alle inspanningen van een bedrijf omvat.
De andere definitie, bekend als bedrijfsmanagement of business management, richt zich op de processen die een bedrijf besturen, met uitsluiting van de primaire processen zoals dienstverlening en productie. Op deze pagina beperken we ons tot de meest gangbare definitie, namelijk de tweede, waarbij bedrijfsvoering wordt gedefinieerd als alle activiteiten gericht op de sturing en ondersteuning van het primaire proces. Dit omvat niet het primaire proces zelf, zoals de daadwerkelijke dienstverlening of productie, maar wel de secundaire processen die vaak worden uitgevoerd door overhead afdelingen.

## Doel van de bedrijfsvoering
Het doel van de bedrijfsvoering, volgens de gegeven definitie die zich richt op de processen die een bedrijf besturen met uitsluiting van de primaire processen zoals dienstverlening en productie, is het efficiënt en effectief managen van alle ondersteunende activiteiten binnen een organisatie. Dit omvat taken zoals financieel beheer, personeelszaken, IT-beheer en facilitair beheer.
Het primaire doel hier is om een solide en gestroomlijnde structuur te creëren die de primaire activiteiten van het bedrijf – externe dienstverlening en productie (ten behoeve van klanten of burgers) – ondersteunt en versterkt. Dit betekent ervoor zorgen dat de organisatie goed is georganiseerd, de juiste middelen beschikbaar heeft, en dat deze middelen effectief worden ingezet om de bedrijfsdoelstellingen te ondersteunen.
Een effectieve bedrijfsvoering draagt bij aan het creëren van een stabiele en betrouwbare basis voor het bedrijf, waardoor de primaire activiteiten efficiënter en effectiever kunnen functioneren. Dit leidt uiteindelijk tot een verhoogde productiviteit, betere prestaties en een versterking van de klanttevredenheid van het bedrijf, of burgertevredenheid in het geval van een publieke organisatie. Daarnaast zorgt het voor een betere risicobeheersing en een grotere veerkracht tegen externe schokken, wat essentieel is voor de langetermijnstabiliteit en -groei van de organisatie.

## Acroniemen
Om bedrijfsvoering te beschrijven en structureren, worden verschillende acroniemen gebruikt, waarvan de bekendste SCOPAFIJTHI en PIOFACH zijn.
- SCOPAFIJTHI staat voor:
  - Security: Beveiliging
  - Communicatie: Interne en externe communicatie
  - Organisatie: Organisatiestructuur en -ontwikkeling
  - Personeel: Human Resources en personeelsbeheer
  - Administratieve organisatie: Administratieve processen en procedures
  - Financiën: Financiële planning en beheer
  - Informatievoorziening: Data- en informatiemanagement
  - Juridisch: Juridische zaken en compliance
  - Technologie: Technologische infrastructuur en innovatie
  - Huisvesting: Faciliteiten en gebouwen
  - Inkoop: Inkoop- en leveranciersbeheer
- PIOFACH staat voor:
  - Personeel: Personeelsbeheer en ontwikkeling
  - Inkoop: Inkoopprocessen en leveranciersrelaties
  - Organisatie: Organisatiemanagement en -ontwikkeling
  - Facilitair: Facilitair beheer en voorzieningen
  - Automatisering (oud woord voor ICT): Informatietechnologie en automatisering
  - Communicatie: Interne en externe communicatie
  - Huisvesting: Vastgoedbeheer en accommodatie
- POBIFFHIJC
  - Personeel & organisatie: Beheer-en ontwikkeling van personeel en organisatie
  - Beveiliging: Het beveiligen van pand, medewerkers en eigendom
  - ICT: Digitale ondersteuning
  - Facilitaire dienstverlening: Bureau, ventilatie, koffie, groenvoorziening, etc.
  - Financiën: Financiële planning en beheer
  - Huisvesting: Gebouw-en omgevingsbeheer
  - Inkoop:  Inkoop- en leveranciersbeheer
  - Juridisch: Juridische zaken en compliance
  - Communicatie:  Interne en externe communicatie

## Bepalen van diensten en producten in de bedrijfsvoering
Een essentieel aspect van bedrijfsvoering is het bepalen en aanbieden van diensten en producten aan de medewerkers van een bedrijf/organisatie, ook wel interne klanten of eindgebruikers genoemd. Dit totaal aan diensten en producten wordt vaak gepubliceerd in een 'Producten- en dienstencatalogus' (PDC). Het belangrijkste doel van de PDC is het structureren, uniformeren en eenduidig vastleggen van de dienstverlening van de bedrijfsvoering. De PDC fungeert als een overzicht van alle producten en diensten die bedrijfsvoerende afdelingen aanbieden aan medewerkers binnen een organisatie. Aangezien medewerkers in feite producten en diensten 'afnemen' van deze dienstverleners, worden ze vaak aangeduid als 'interne klanten'. Deze term wordt echter steeds vaker vervangen door de term 'eindgebruikers'. Dit omdat medewerkers dikwijls gebruikers zijn van de producten- en diensten van de bedrijfsvoering, zoals een (bedrijfs-)tefeloon, laptop, bureaustoel, koffie, etc. Een PDC kan variëren in complexiteit, variërend van een eenvoudige lijst van producten en diensten met toewijzingen van verantwoordelijke afdelingen en versienummers, tot gedetailleerde beschrijvingen met bijbehorende flowcharts, instructies en verantwoordelijkheidsmatrixen voor alle producten en diensten.

## Het meten van de efficiëntie of effectiviteit van de bedrijfsvoering
Het meten van de efficiëntie en effectiviteit van bedrijfsvoering is van cruciaal belang om de prestaties van een organisatie te beoordelen en te verbeteren. Er zijn twee belangrijke typen onderzoek die worden ingezet om deze metingen te verrichten.
KPI-onderzoek (Key Performance Indicators): Dit type onderzoek richt zich op het meten van key performance indicators (KPI's) die verband houden met de bedrijfsvoering. Voorbeelden van KPI's zijn onder andere de totale kosten van de bedrijfsvoering, of een deel daarvan, zoals de kosten van alle computers binnen het bedrijf, de doorlooptijd voor het leveren van een dienst, de openingstijden van een dienst, en het aantal fulltime-equivalenten (FTE's) dat aan een bepaald type dienstverlening werkt, etc.
Tevredenheidsonderzoek / belevingsonderzoek: Dit type onderzoek is gericht op het meten van de tevredenheid van medewerkers binnen de organisatie met betrekking tot de bedrijfsvoeringsdiensten. Voorbeelden van dergelijke onderzoeken zijn intern-klanttevredenheidsonderzoek (iKTO), Eindgebruikersonderzoek (EGO) en Effectevaluaties (Effectmeting Interne Dienstverlening).

## Bedrijfsvoering en het hybride werken
De opkomst van hybride werken heeft een aanzienlijke invloed gehad op de bedrijfsvoering van organisaties wereldwijd. Hybride werken verwijst naar een werkomgeving waarin medewerkers zowel op kantoor als op afstand werken, vaak met behulp van technologie om samen te werken en toegang te krijgen tot bedrijfsbronnen.
Voor bedrijfsvoering betekent dit dat de behoefte aan flexibele en veilige technologie-oplossingen is toegenomen. Bedrijven moeten ervoor zorgen dat medewerkers zowel op kantoor als thuis toegang hebben tot de benodigde tools en informatie. Dit heeft geleid tot een grotere nadruk op informatietechnologie, cybersecurity, en de implementatie van cloudgebaseerde systemen.
Tegelijkertijd heeft bedrijfsvoering invloed op hybride werken door de noodzaak om processen aan te passen aan de nieuwe werkomgeving. Het beheer van middelen, zoals kantoorruimte en technologie, moet worden geoptimaliseerd om aan de veranderende behoeften te voldoen. Bedrijfsvoering speelt ook een cruciale rol in het handhaven van een consistente dienstverlening en het ondersteunen van medewerkers, ongeacht hun locatie.

## Kansen en bedreigingen
De bedrijfsvoering staat voor zowel kansen als bedreigingen, die worden beïnvloed door technologische ontwikkelingen zoals Artificial Intelligence (AI) en de groeiende dreiging van cyberaanvallen.

### Kansen
- Verbeterde efficiëntie en automatisering: AI en machine learning kunnen bedrijfsprocessen optimaliseren en repetitieve taken automatiseren, wat de efficiëntie van de bedrijfsvoering kan verhogen.
- Data-analyse voor besluitvorming: AI kan helpen bij het analyseren van grote hoeveelheden gegevens om waardevolle inzichten te verkrijgen, wat bedrijfsvoering kan ondersteunen bij besluitvorming.
- Klantgerichte dienstverlening: AI kan worden ingezet voor gepersonaliseerde klantenservice en interactie, waardoor de tevredenheid van klanten wordt verbeterd.

### Bedreigingen
- Cybersecurityrisico's: Met de groeiende afhankelijkheid van technologie zijn bedrijven kwetsbaarder voor cyberaanvallen en gegevensinbreuken, wat de bedrijfsvoering ernstig kan verstoren.
- Data Privacy: Het beheer van persoonlijke gegevens en de naleving van privacyregels zijn cruciaal geworden, met mogelijk financiële en juridische gevolgen voor bedrijfsvoeringsprocessen.
- Technologische afhankelijkheid: Overmatige afhankelijkheid van technologie kan leiden tot kwetsbaarheden in bedrijfsvoeringsprocessen en het risico op technische storingen vergroten.

In een snel evoluerende zakelijke omgeving is het van essentieel belang voor organisaties om de kansen te benutten en zich te wapenen tegen bedreigingen om een effectieve en veerkrachtige bedrijfsvoering te waarborgen. AI en cybersecurity spelen hierin een centrale rol en zullen blijven evolueren naarmate de bedrijfsvoering zich aanpast aan nieuwe uitdagingen en mogelijkheden.